# Jan Hendrik van Kinsbergen
Jan Hendrik van Kinsbergen (né le 1er mai 1735, décédé le 24 mai 1819), également connu sous le nom de comte de Doggersbank, est un officier de la marine néerlandaise. 

## Biographie
Ayant reçu une bonne éducation scientifique, Van Kinsbergen se fait l'avocat d'une modernisation de la flotte, et rédigea de nombreux ouvrages traitant de l'organisation, de la discipline ainsi que de la tactique navales.
En 1773, alors qu'il est aux commandes de navires russes, il inflige deux défaites à la flotte ottomane au cours de la guerre russo-turque de 1768-1774. À la suite de son retour en République batave en 1775, il devient un héros de la marine néerlandaise en 1781 à la suite de ses batailles contre la Royal Navy, en particulier à la bataille du Dogger Bank de 1781, ce qui lui permet de progressivement monter les échelons pour atteindre le grade de commandant en chef en tant que Luitenant-admiraal en 1793. Lorsque la France conquiert la république en 1795, il se fait renvoyer par le nouveau régime révolutionnaire, qui le prive également du poste de commandant en chef de la flotte danoise. Il est cependant réintégré par le Royaume de Hollande en 1806 au rang d'amiral de la flotte, et anobli comte. Il est de nouveau dégradé par l'Empire français en 1810, mais est de nouveau élevé au rang de lieutenant amiral lors de la libération du royaume des Pays-Bas par le Royaume-Uni en 1814.
À la fin de sa vie, Van Kinsbergen, devenu un homme très opulent, se fait remarquer par ses positions philanthropes, marquées par le soutien des plus démunis, l'enseignement naval ainsi que les arts et les sciences.